# Mostra de Venise 1983

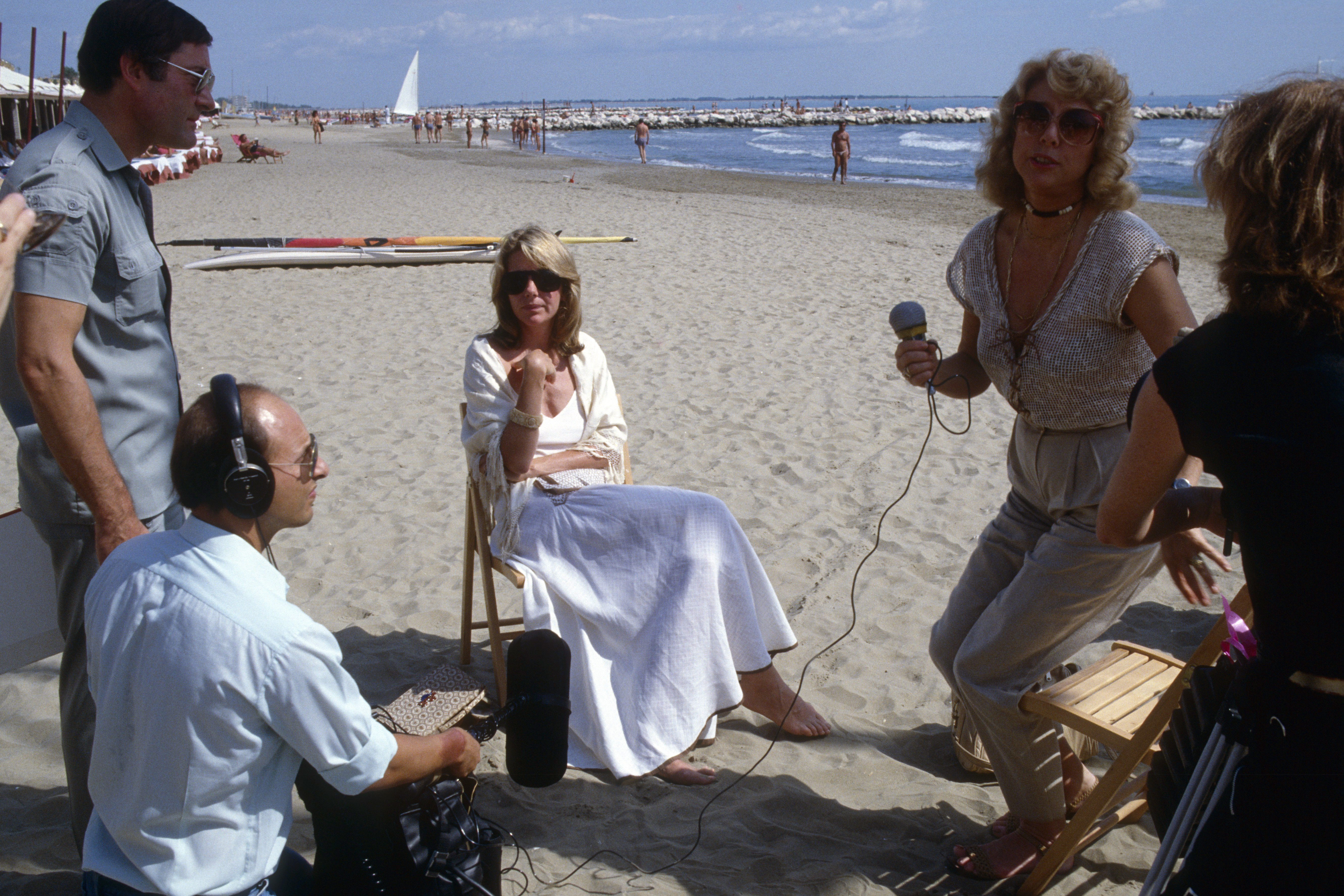
Jill Clayburgh lors du festival de Venise de 1983.

La Mostra de Venise 1983, 40e édition du festival international du film de Venise (40ª edizione della Mostra internazionale d'arte cinematografica), est un festival cinématographique qui se tient du 31 août au 11 septembre 1983 à Venise, en Italie.

## Jury
- Bernardo Bertolucci (président, Italie), Jack Clayton (Grande-Bretagne), Peter Handke (RFA), Leon Hirszman (Brésil), Marta Meszaros (Hongrie), Nagisa Oshima (Japon), Gleb Panfilov (URSS), Bob Rafelson (É.-U.), Ousmane Sembène (Sénégal), Mrinal Sen (Inde), Alain Tanner (Suisse), Agnès Varda (France).

## Palmarès
- Lion d'or pour le meilleur film : Prénom Carmen de Jean-Luc Godard
- Grand prix spécial du jury : Biquefarre de Georges Rouquier
- Lion d'argent : meilleur premier film pour Rue Cases-Nègres de Euzhan Palcy
- Coupe Volpi pour la meilleure interprétation masculine : Guy Boyd, George Dzundza, David Alan Grier, Mitchell Lichtenstein, Matthew Modine et Michael Wright pour Streamers de Robert Altman
- Coupe Volpi pour la meilleure interprétation féminine : Darling Légitimus pour Rue Cases-Nègres de Euzhan Palcy
- Lion d'or d'honneur : Michelangelo Antonioni
- Prix technique : Prénom Carmen pour Raoul Coutard (photographie) et François Musy (son)